# Partito Liberale (Regno Unito)
Il Partito Liberale (in inglese Liberal Party) è stato uno dei più importanti partiti politici britannici del XIX secolo, erede del partito Whig (opposto ai Tories), fino all'avvento del Partito Laburista nel XX secolo. Dopo l'alleanza nel 1981 con il Partito Social Democratico, il terzo per importanza, il Partito Liberale ha costituito nel 1988 i Liberal Democratici, mentre una parte minoritaria è confluita nei conservatori. Una costola dei Liberali contraria alla creazione di un partito unitario con i Socialdemocratici ha creato nel 1989 un partito ex novo, chiamato appunto Liberale, senza però ottenere i successi elettorali sperati.

## Ideologia
Durante il XIX secolo, il Liberal Party era principalmente un partito che si rifaceva ai valori del liberalismo classico e al cosiddetto liberalismo Gladstoniano.
Il Liberal Party era a favore delle riforme sociali, della libertà della persona, di ridurre il potere della Corona e della Chiesa Anglicana e della concessione universale del diritto di voto.
Il liberalismo inteso in senso moderno apparve intorno al 1880 e, agli inizi del XX secolo, l'ideologia del partito continuò a spostarsi verso una nuova forma di liberalismo, il liberalismo sociale, portato avanti da Herbert Henry Asquith e David Lloyd George.
Questo partito fu inoltre uno dei primi ad adottare le teorie di John Maynard Keynes (membro del partito), conosciute sotto il nome di economia keynesiana.

## Leader
- Henry John Temple (1859–1865)
- William Ewart Gladstone (1865–1875)
- Spencer Cavendish, VIII duca di Devonshire (1875–1880)
- William Ewart Gladstone (1880–1894)
- William Vernon Harcourt (1894–1898)
- Henry Campbell-Bannerman (1899–1908)
- Herbert Henry Asquith (1908–1926)
- David Lloyd George (1926–1931)
- Herbert Samuel (1931–1935)
- Archibald Sinclair (1935–1945)
- Clement Davies (1945–1956)
- Jo Grimond (1956–1967)
- Jeremy Thorpe (1967–1976)
- David Steel (1976–1988)